# 20 март
20 март е 79-ият ден в годината според григорианския календар (80-и през високосна година). Остават 286 дни до края на годината.

## Събития
- 1413 г. – Хенри V става крал на Англия.
- 1792 г. – Законодателното събрание на Франция официално одобрява използването на гилотината за екзекутиране.
- 1808 г. – Александър I присъединява с декрет Финландия към Русия като Велико княжество.
- 1815 г. – След като избягва от остров Елба, Наполеон влиза в Париж с армия от 140 000 души и 200 000 доброволци, което поставя началото на управлението му, наречено „Стоте дни“.
- 1848 г. – Лудвиг I се отказва от трона на Бавария.
- 1852 г. – Публикуван е романът Чичо Томовата колиба, на американската писателка Хариет Бичър Стоу, който съществено повлиява на отношението към афроамериканците и робството в САЩ.
- 1854 г. – В САЩ е основана Републиканската партия.
- 1861 г. – Земетресение изцяло унищожава град Мендоса в западна Аржентина.
- 1890 г. – Ото фон Бисмарк престава да е канцлер на Германия.
- 1914 г. – В САЩ, Кънектикът, за пръв път се провежда международен шампионат по фигурно пързаляне.
- 1916 г. – Албърт Айнщайн публикува своята Теория на относителността.
- 1924 г. – Христо Ясенов е интерниран в днешен Благоевград.
- 1930 г. – В Хага е подписано споразумение за вдигане на секвестъра върху българските имоти в Румъния.
- 1949 г. – Германската марка става законна парична единица на Западна Германия.
- 1951 г. – В Народна република България са отменени купоните за промишлени стоки и се преминава към свободна търговия с тях.
- 1952 г. – Сенатът на САЩ подписва мирен договор с Япония.
- 1956 г. – Тунис придобива независимост от Франция.
- 1969 г. – В Гибралтар Джон Ленън и Йоко Оно сключват брак.
- 1986 г. – Жак Ширак става министър-председател на Франция.
- 1987 г. – САЩ одобряват използването на препарата AZT, доказал възможността да забавя развитието на СПИН.
- 1995 г. – Сектата Аум Шанрикьо организира атентат със зарин в токийското метро, загиват 12 души, повече от 5 хиляди са с отравяне.
- 1998 г. – В Москва българският вицепремиер Евгений Бакърджиев и шефът на Газпром Рем Вяхирев се споразумяват да извадят посредниците от газовите доставки.
- 2003 г. – Война в Ирак (2003): В ранните часове на деня, Съединените щати и три други страни започват военни действия в Ирак.
- 2011 г. – Война в Либия (2011): Съединените щати, Франция, Канада и Великобритания започват военни действия в Либия.
- 2015 г. – Пълно слънчево затъмнение над Европа.

## Родени
- 43 г. пр.н.е. – Овидий, древноримски поет († 17 г.)
- 1713 г. – Наталия Петровна, дъщеря на руските императори Петър I и Екатерина I († 1715 г.)
- 1725 г. – Абдул Хамид I, султан на Османската империя († 1789 г.)
- 1741 г. – Жан Антоан Удон, френски скулптор († 1828 г.)
- 1770 г. – Фридрих Хьолдерлин, германски писател († 1843 г.)
- 1811 г. – Наполеон II, крал на Рим († 1832 г.)
- 1820 г. – Александру Йоан Куза, румънски владетел († 1873 г.)
- 1828 г. – Хенрик Ибсен, норвежки драматург († 1906 г.)
- 1831 г. – Теодор Аман, румънски живописец († 1891 г.)
- 1840 г. – Иларион Прянишников, руски художник, передвижник († 1894 г.)
- 1858 г. – Стефан Караджов, български икономист († 1931 г.)
- 1863 г. – Васил Аврамов, български историк († 1946 г.)
- 1867 г. – Лазар Ванков, български геолог († 1923 г.)
- 1870 г. – Паул фон Летов-Форбек, германски генерал († 1964 г.)
- 1873 г. – Сергей Рахманинов, руски композитор и пианист († 1943 г.)
- 1877 г. – Цено Тодоров, български художник († 1953 г.)
- 1880 г. – Мамин Колю, български революционер († 1961 г.)
- 1890 г. – Бениамино Джили, италиански тенор († 1957 г.)
- 1904 г. – Бъръс Фредерик Скинър, американски психолог и философ на съвременния бихевиоризъм († 1990 г.)
- 1911 г. – Алфонсо Гарсия Роблес, мексикански политик, Нобелов лауреат († 1991 г.)
- 1912 г. – Иван Моканов, български футболист († 1982 г.)
- 1920 г. – Николай Широв-Тарас, български писател, хуморист и сатирик
- 1922 г. – Карл Райнър, американски актьор, режисьор, продуцент и сценарист († 2020 г.)
- 1929 г. – Илзе Тилш, австрийска писателка († 2023 г.)
- 1932 г. – Димитър Стефанов, български поет, писател и преводач († 2018 г.)
- 1945 г. – Евдокия Манева, български политик
- 1950 г. – Георги Марков, български политик
- 1950 г. – Уилям Хърт, американски актьор († 2022 г.)
- 1954 г. – Кристоф Рансмайр, австрийски писател
- 1956 г. – Валентин Церовски, български политик († 2012 г.)
- 1956 г. – Цветан Владовски, български певец († 2006 г.)
- 1957 г. – Спайк Лий, американски кинорежисьор
- 1958 г. – Холи Хънтър, американска актриса
- 1963 г. – Байрам Косуми, косовски политик
- 1963 г. – Дейвид Тюлис, британски актьор
- 1967 г. – Николай Бухалов, български състезател по кану-каяк
- 1968 г. – Велиян Парушев, български футболист
- 1970 г. – Майкъл Рапапорт, американски актьор
- 1976 г. – Честър Бенингтън, американски музикант (Linkin Park)
- 1976 г. – Йенс Петерсен, немски писател
- 1977 г. – Милен Христов, български футболист
- 1978 г. – Азер Мирзоев, азербайджански шахматист
- 1981 г. – Станислав Генчев, български футболист
- 1982 г. – Томаш Кушчак, полски футболен вратар
- 1983 г. – Йени Вартиайнен, финландска певица
- 1984 г. – Фернандо Торес, испански футболист

## Починали
- 1413 г. – Хенри IV, крал на Англия (* 1367 г.)
- 1619 г. – Матиас, император на Свещената Римска империя, крал на Унгария и Хърватия (* 1557 г.)
- 1730 г. – Адриана Лекуврьор, френска актриса (* 1692 г.)
- 1818 г. – Йохан Форкел, германски композитор (* 1749 г.)
- 1878 г. – Юлиус Роберт фон Майер, германски физик и лекар († 1814 г.)
- 1894 г. – Лайош Кошут, унгарски революционер, политик и държавник (* 1802 г.)
- 1898 г. – Иван Шишкин, руски художник (* 1832 г.)
- 1925 г. – Джордж Кързън, британски държавник (* 1859 г.)
- 1929 г. – Фердинанд Фош, маршал на Франция (* 1851 г.)
- 1935 г. – Евстатий Шкорнов, български революционер (* 1873 г.)
- 1938 г. – Александър Малинов, министър-председател на България (* 1867 г.)
- 1946 г. – Санда Йовчева, българска писателка, журналистка и преводачка (* 1882 г.)
- 1955 г. – Михай Кароли, унгарски политик и държавник
- 1964 г. – Александра Яблочкина, руска артистка (* 1866 г.)
- 1964 г. – Аспарух Темелков, български актьор (* 1896 г.)
- 1968 г. – Борис Грежов, български режисьор (* 1899 г.)
- 1968 г. – Карл Теодор Драйер, режисьор
- 1973 г. – Адолф Щраус, германски офицер (* 1879 г.)
- 1979 г. – Евгений Ващенко, руски художник (* 1887 г.)
- 1989 г. – Стоян Венев, български художник (* 1904 г.)
- 1990 г. – Лев Яшин, съветски футболист (* 1929 г.)
- 1993 г. – Поликарп Куш, американски физик от германски произход, Нобелов лауреат (* 1911 г.)
- 2004 г. – Юлиана Холандска, кралица на Холандия (* 1909 г.)
- 2010 г. – Гирия Прасад Койрала, непалски политик (* 1925 г.)
- 2020 г. – Кени Роджърс, американски певец (* 1938 г.)

## Празници
- Астрономия – първият ден на пролетта
- Международен ден на щастието (резолюция на Общото събрание на ООН провъзгласява това през 2012 г.)
- Международен ден на приказката (за първи път през 1991 г. в Швеция)
- Австралия – Ден на Канбера
- Иран – Ден на национализация на петрола
- Тунис – Декларация за независимост (от Франция, 1956 г., национален празник)
- Международен ден на франкофонията
- Ден на Земята (отбелязва се от 1971 г.)
- Християнство – Първи възможен ден за Разпети Петък
- Българска православна църква – Св. мъченица Фотина
- Бахаизъм – последен ден от месеца на възнесението с календара Бади, посветен на юношите
- Римски религиозен празник в чест на богинята Минерва
- Ирански календар: Норуз един от трите възможни дни (19, 20 или 21 март); Нова Година в Зароастризма. Чества се в Иран, Ирак, Афганистан, Таджикистан, Узбекистан, Казахстан, Киргистан
- Уика (философско религиозно движение, което съществува и днес) – Годишно Колело, малък шабаш на Остара (Северно полукълбо) или Мабу (Южно полукълбо)
- Япония – Shunbun no hi (Шунбун но хи): Пролетно равноденствие Норуз един от трите възможни дни (19, 20 или 21 март).